# Teorema lui Euler (geometrie)

'

Teorema lui Euler din geometrie stabilește relația dintre distanța între centrul cercului circumscris unui triunghi și centrul cercului înscris în acel triunghi și razele acestor cercuri.

## Enunț
Fie triunghiul ABC în care:
- O - centrul cercului circumscris triunghiului
- I - centrul cercului înscris în triunghi
- R - raza cercului circumscris
- r - raza cercului înscris
- d - distanța dinte O și I

Atunci e valabilă următoarea egalitate:
{\displaystyle d^{2}=R(R-2r)\,}.
De aici, rezultă și inegalitatea lui Euler:
{\displaystyle R\geq 2r}.

## Demonstrație
Se notează:
- L - punctul în care bisectoarea AI intersectează a doua oară cercul circumscris
- M - punctul diametral opus lui L
- D - proiecția lui I pe latura {\displaystyle {\overline {AB}}}
- P, Q - punctele în care dreapta OI intersectează cercul circumscris.
- {\displaystyle \alpha ,\beta ,\gamma \,} - unghiurile triunghiului {\displaystyle ABC\,}

Triunghiurile dreptunghice {\displaystyle ADI,\;MBL\,} sunt asemenea. Se obține:
{\displaystyle {\frac {\overline {ID}}{\overline {LB}}}={\frac {\overline {AI}}{\overline {ML}}}}.
De aici:
{\displaystyle 2Rr={\overline {AI}}\cdot {\overline {LB}}\;\;\;\;\;\;\;\;\;(1)}
Mai departe:
{\displaystyle \angle BIL={\frac {\alpha }{2}}+{\frac {\beta }{2}}}.
Dar 
{\displaystyle \angle LBI={\frac {\beta }{2}}+\angle LBC={\frac {\beta }{2}}+{\frac {\alpha }{2}}}
Așadar, triunghiul {\displaystyle IBL\,} este isoscel. Deci {\displaystyle {\overline {LI}}={\overline {LB}}}
Relația (1) devine:
{\displaystyle 2Rr={\overline {AI}}\cdot {\overline {LI}}\;\;\;\;(2)}
Dar puterea punctului I față de cercul circumscris poate fi scrisă în două moduri:
{\displaystyle {\overline {PI}}\cdot {\overline {QI}}={\overline {AI}}\cdot {\overline {LI}}}
Ținând cont că {\displaystyle {\overline {PI}}\cdot {\overline {QI}}=2Rr} , înlocuind în (2), se obține:
{\displaystyle (R+d)(R-d)=2Rr\,}
{\displaystyle d^{2}=R^{2}-2Rr=R(R-2r)\,}.